# Taekwondo aux Jeux européens de 2015
Navigation
Édition suivante
Le taekwondo aux Jeux européens de 2015 a lieu au Crystal Hall complex, à Bakou, en Azerbaïdjan, du 25 au 28 juin 2015. 8 épreuves sont au programme.

## Qualifications
Les places qualificatives sont attribuées par le biais du classement mondial de la Fédération mondiale de taekwondo du 31 mars 2015. 112 places sont attribuées par ce système, 14 dans chaque épreuve. En outre, 8 places pour l'universalité, une par épreuve sont attribués, ainsi qu'une place par épreuve pour l'Azerbaïdjan en tant que pays organisateur.
Chaque Comité national olympique est limité à un maximum de huit athlètes au total avec un maximum d'un athlète par épreuve.

## Jeux olympiques d'été 2016
Les épreuves de Taekwondo comptent pour le classement olympique qui attribue les quotas qualificatifs pour les Jeux olympiques de 2016.

## Médaillés

### Hommes
| Épreuve | Or                     | Argent                | Bronze                                 |
| ------- | ---------------------- | --------------------- | -------------------------------------- |
| -58 kg  | Rui Braganca           | Jesus Tortosa Cabrera | Si Mohamed Ketbi Levent Tuncat         |
| -68 kg  | Aykhan Taghizade       | Karol Robak           | Alexey Denisenko Joel Gonzalez Bonilla |
| -80 kg  | Milad Beigi Harchegani | Albert Gaun           | Julio Ferreira Lutalo Muhammad         |
| +80 kg  | Radik Isaev            | Vladislav Larin       | Vedran Golec Daniel Ros Gomez          |

### Femmes
| Épreuve | Or                     | Argent            | Bronze                             |
| ------- | ---------------------- | ----------------- | ---------------------------------- |
| -49 kg  | Charlie Maddock        | Tijana Bogdanović | Patimat Abakarova Lucija Zaninović |
| -57 kg  | Jade Jones             | Ana Zaninovic     | Eva Calvo Gomez Nikita Glasnovic   |
| -67 kg  | Anastasia Baryshnikova | Farida Azizova    | Elin Johansson Nur Tatar           |
| +67 kg  | Gwladys Epangue        | Milica Mandic     | Olga Ivanova Iva Rados             |

## Tableau des médailles
| Rang  | Nation      | Or | Argent | Bronze | Total |
| ----- | ----------- | -- | ------ | ------ | ----- |
| 1     | Azerbaïdjan | 3  | 1      | 1      | 5     |
| 2     | Royaume-Uni | 2  |        | 1      | 3     |
| 3     | Russie      | 1  | 2      | 2      | 5     |
| 4     | Portugal    | 1  |        | 1      | 2     |
| 5     | France      | 1  |        |        | 1     |
| 6     | Serbie      |    | 2      |        | 2     |
| 7     | Croatie     |    | 1      | 3      | 4     |
| -     | Espagne     |    | 1      | 3      | 4     |
| 9     | Pologne     |    | 1      |        | 1     |
| -     | Suède       |    |        | 2      | 2     |
| 11    | Belgique    |    |        | 1      | 1     |
| -     | Allemagne   |    |        | 1      | 1     |
| -     | Turquie     |    |        | 1      | 1     |
| Total | Total       | 8  | 8      | 16     | 32    |